# 霧村悠康
霧村 悠康（きりむら ゆうこう、1953年 - ）は日本の小説家、医師、画家。本名・木本安彦。奈良県生まれ。
大阪大学医学部卒業後、大阪大学微生物病研究所附属病院、大阪大学医学部附属病院で腫瘍外科の臨床医として活躍。腫瘍免疫学および生命科学に関する論文も多数発表している。現在、大手製薬会社メディカルアドヴァイザー兼勤務医。
『摘出―つくられた癌』が第22回新風舎出版賞フィクション部門最優秀賞を受賞。以降、医療ミステリーを多数発表。2013年以降は主に電子書籍（アドレナライズ）で作品を発表している。

## 著書

### 黒いカルテシリーズ
- 摘出―つくられた癌（2005年10月 新風舎）
  - 【加筆・修正】摘出 完全版―つくられた癌（2006年12月 新風舎文庫）
    - 【改題・修正】摘出―黒いカルテ（2009年11月 静山社文庫）
- 昏睡―かくされた癌（2006年9月 新風舎）
  - 【加筆・修正】昏睡 完全版―かくされた癌（2007年12月 新風舎文庫）
    - 【改題・修正】昏睡―黒いカルテ（2010年2月 静山社文庫）
- 細菌感染―つくられたカルテ（2007年7月 新風舎文庫）
  - 【改題・加筆・新編集】教授室―黒いカルテ（2010年5月 静山社文庫）

### 女医・倉石祥子（祥子&乱風）シリーズ
- 特効薬 疑惑の抗癌剤（2008年7月 二見文庫）
- 死の点滴（2009年1月 二見文庫）
- 黒い研究室（2009年7月 二見文庫）
- 感染爆発（パンデミック）―恐怖のワクチン（2010年5月 二見文庫）
- 女医・倉石祥子 死の病室（2012年3月 二見文庫）
- 死の最終診断（2013年4月 アドレナライズ）

### 副作用解析医・古閑志保梨シリーズ
- 透白の殺意（2008年11月 ぶんか社文庫）
- 悪魔の爪痕（2009年2月 ぶんか社文庫）
- 脳漿溶解（2009年5月 ぶんか社文庫【上・下】）
- 内視鏡検査室（2010年4月 ぶんか社文庫）
- 腐肉の処方箋（2011年2月 ぶんか社文庫）

### 美人内科医・南野由利香シリーズ
- 暗闇―美人内科医南野由利香（2010年12月 静山社文庫）
- 覚醒―美人内科医南野由利香（2011年6月 静山社文庫）

### シリーズ外
- 瘢痕―殺意の陰に（2006年7月 文芸社）
- 全身麻酔（2008年10月 ぶんか社文庫）
- 脳内出血（2008年10月 だいわ文庫）
  - 【改題・大幅加筆修正】医学論文捏造殺人事件（2013年9月 アドレナライズ）
- ロザリアの裁き（2009年3月 二見文庫）
- 細菌No.731（2009年3月 だいわ文庫）
- 吼える遺伝子（2009年10月 静山社文庫）
- 夜診（2010年8月 静山社文庫）
- 悪医の病棟（2012年4月 徳間文庫）
- 境界―最終治療と謎のカプセル（2012年5月 静山社文庫）
- 神魔の火焔（2014年4月 アドレナライズ）

## 映像化作品
テレビドラマ
- 女医・倉石祥子シリーズ（2012年2月17日 - 2014年6月13日、全4作、フジテレビ系「金曜プレステージ」「金曜プレミアム」枠で放送、主演：片平なぎさ）